# NGC 7314
NGC 7314 est une galaxie spirale intermédiaire située dans la constellation du Poisson austral. NGC 7314 a été découverte par l'astronome britannique John Herschel en 1834.

## Description

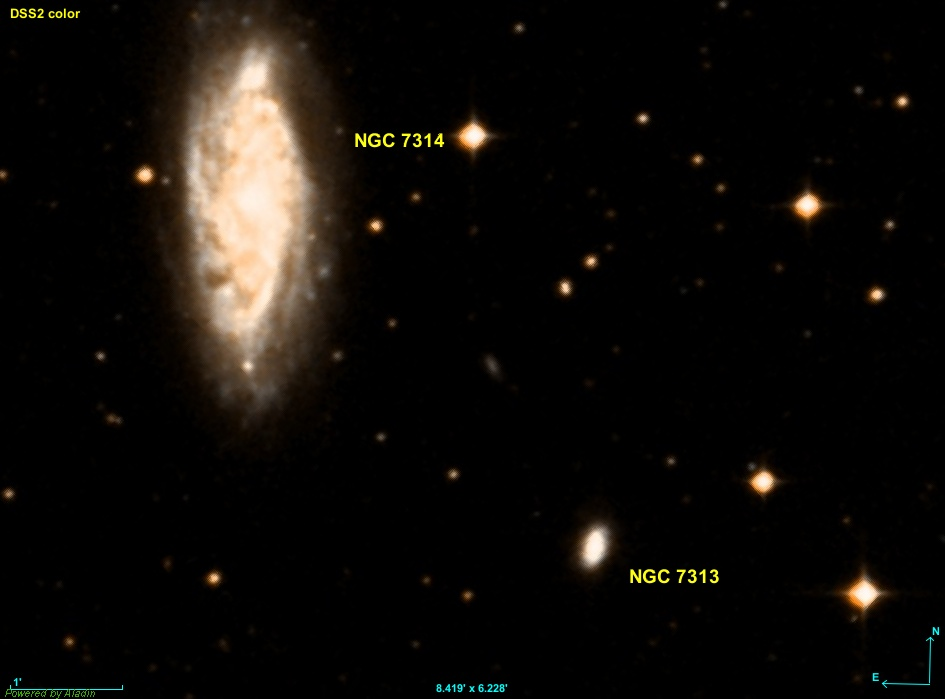
La paire de galaxies NGC 7313 et NGC 7314 par le relevé DSS.

Sa vitesse par rapport au fond diffus cosmologique est de 1 121 ± 22 km/s, ce qui correspond à une distance de Hubble de 16,5 ± 1,2 Mpc (∼53,8 millions d'al).
La classe de luminosité de NGC 7314 est II-III et elle présente une large raie HI. De plus, elle est aussi une galaxie active de type Seyfert 1 h, (Seyfert 2 selon la base de données Simbad).
NGC 7314 figure dans l'atlas des galaxies particulières d'Halton Arp sous la cote Arp 14.
À ce jour, 31 mesures non basées sur le décalage vers le rouge (redshift) donnent une distance de 16,690 ± 2,899 Mpc (∼54,4 millions d'al), ce qui est à l'intérieur des valeurs de la distance de Hubble.
Selon la base de données NASA/IPAC, NGC 7314 forme une paire de galaxies avec NGC 7313. La distance de Hubble de NGC 7313 est égale à 80,15 ± 5,68 Mpc (∼261 millions d'al), ce qui signifie qu'elle est bien plus éloignée de nous que ne l'est NGC 7314 et qu'il s'agit donc d'une paire purement optique.

## Trou noir supermassif
Selon les auteurs d'un article publié en 2012, la connaissance de la masse d'un trou noir central et du taux d'accrétion par celui-ci permet d'estimer le taux de formation d'étoiles dans la région centrale des galaxies de type Seyfert. Ce taux pour NGC 7314 serait à l'intérieur et à l'extérieur d'un rayon de 1 kpc respectivement de 0,066 {\displaystyle M_{\odot }}/an  et de 0,62 {\displaystyle M_{\odot }}/an
.
Selon un article publié en 2017, la galaxie NGC 7314 abrite un trou noir supermassif dont la masse est donnée par log10 = 6,26 ± 0,06, soit 106,26 ± 0,06 = (1,82 +0,27
-0,50) {\displaystyle M_{\odot }}.

## Activité variable
Les galaxies de Seyfert se caractérisent par un noyau brillant et compact, abritant un trou noir supermassif très actif. Ce dernier peut émettre d'importants rayonnements électromagnétiques. Dans le cas de NGC 7314, ces émissions, principalement des rayons X, présentes de fortes variabilités,. Celles-ci pourraient être dues à la présence d'un ou plusieurs nuages de matière interstellaire dans la région centrale de la galaxie, occultant à intervalle irrégulier la source de rayons X.
Une étude publiée en 2023 suggère que ces variations pourraient être dues à des changements du taux d'accrétion du trou noir supermassif.